# Diara Design
Diara Design és una empresa de disseny establerta a Aretxabaleta, Guipúscoa, el 1986.
Es tracta d'un gabinet multidisciplinari dedicat al disseny i al desenvolupament de nous productes. L'equip està format per vint professionals de diferents sectors (dissenyadors industrials, gràfics, arquitectes, maquetistes, enginyers, etc..) que han permès tractar la gestió del disseny com un projecte global. Diara realitza tot el procés des de la concepció del producte fins a la fase final de llançament. Això li ha permès posicionar-se com una de les empreses nacionals més importants dins d'aquest camp amb més de mil referències de projectes i més de tres-cents productes al mercat. Diara està associada al grup empresarial Mondragón Corporación Cooperativa.

## Premis i reconeixements
La seva tasca ha estat guardonada amb diversos premis i entre els seus dissenys més destacats cal citar la rentadora Eco-princess (1994), la navalla multifuncional Fisherman (2000) o l'olla de pressió Elegance (2000).